# Bergstedt
Bergstedt o en baix alemany Bargsteed és un barri del bezirk de Wandsbek a la ciutat estat d'Hamburg a Alemanya. El 2011 tenia 9899 habitants sobre una superfície de 7,1 km², un augment de gairebé 4% en cinc anys. Es troba al nord-est de la ciutat entre l'Alster a l'oest i la frontera amb Slesvig-Holstein a l'est.

## Història
El primer esment del poble Berichstede (= mas d'en Berich) data del 1248. El 1345, els senyors de Wedel van engatjar el poble al capítol d'Hamburg. Al segle XVI passà als ducs d'Holstein-Gottorp que l'any 1773 tornaren a empenyorar el poble a la ciutat d'Hamburg. El 1889, sota l'ocupació prussiana, junt amb Hoisbüttel va integrar el districte de Stormarn. Després la llei de l'àrea metropolitana d'Hamburg (Groß-Hamburg-Gesetz) del 1937 va tornar a la ciutat estat d'Hamburg. Tot i no pertànyer a uns dels quatre Walddörfer (= pobles del bosc) històrics va conferir-se a un Ortsamt, una subdivisió administrativa abrogada el 2007, anomenat Walddörfer. La construcció d'un carrilet anomenat Walddörferbahn a l'inici del segle XX i més tard la integració a la línia U1 del metro a Hoisbüttel va desenclavar el nucli que tot i mantenir trossos rurals va urbanitzar-se ràpidament: de 1.300 habitants el 1937, passà a 8.530 el 1999 i 9.899 el 2011 i 10.836 el 2017.

## Curiositats i turisme
- L'església de Bergstedt és una de les més antigues de l'estat d'Hamburg[8]
- La vall del Lohbek amb els seus quatre estanys Kohdiek, Muusdiek, Krintendiek i Heiddiek.
- El parc natural Rodenbeker Quellental a l'aiguabarreig del Rodenbek, del Bredenbek i de l'Alster
- El parc natural Hainesch-Iland regat pel Saselbek, Furtbek i Bergstedter Graben

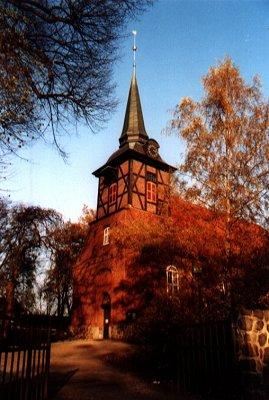
Església de Bergstedt
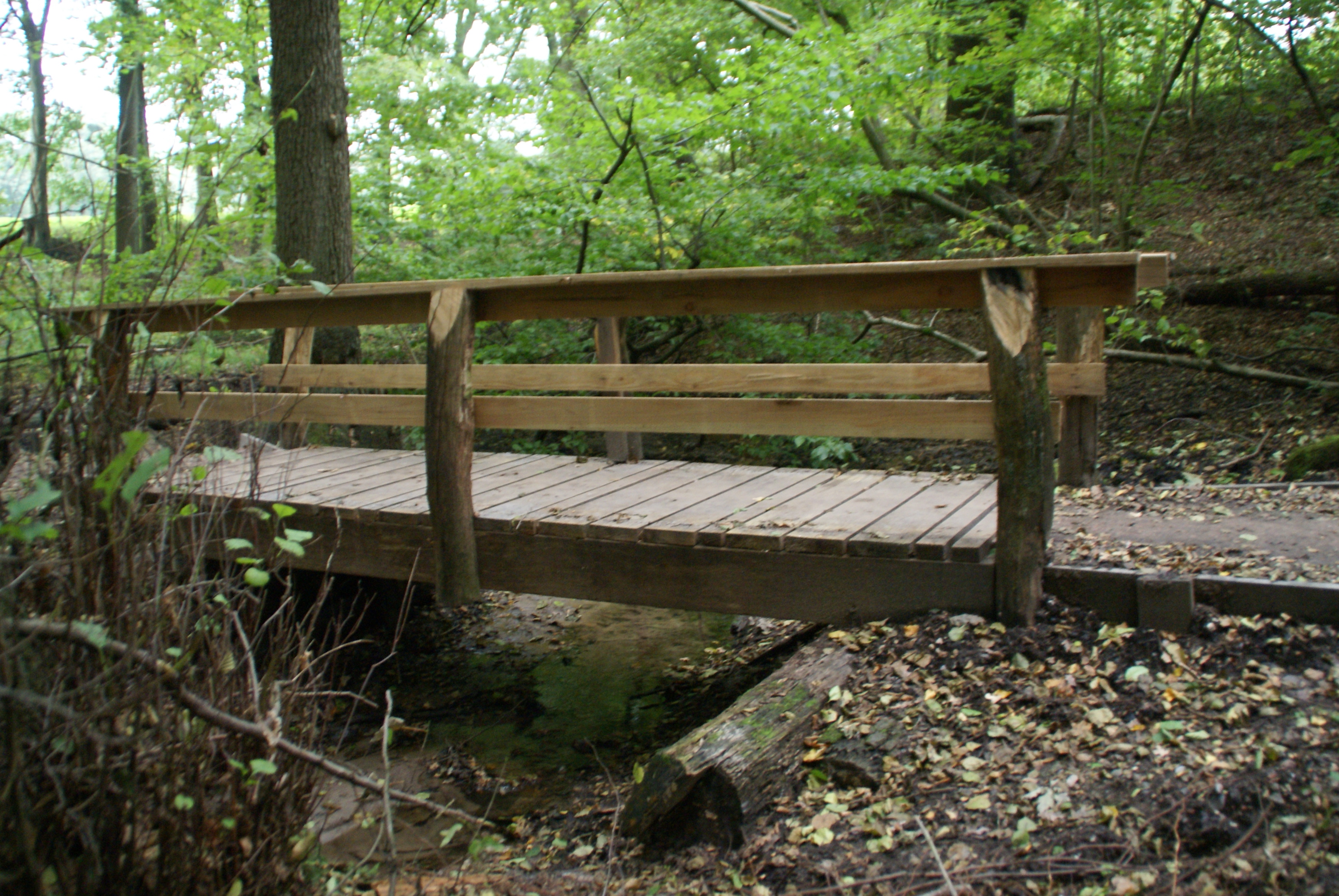
El pont al Furtbek al Hainesch-Iland
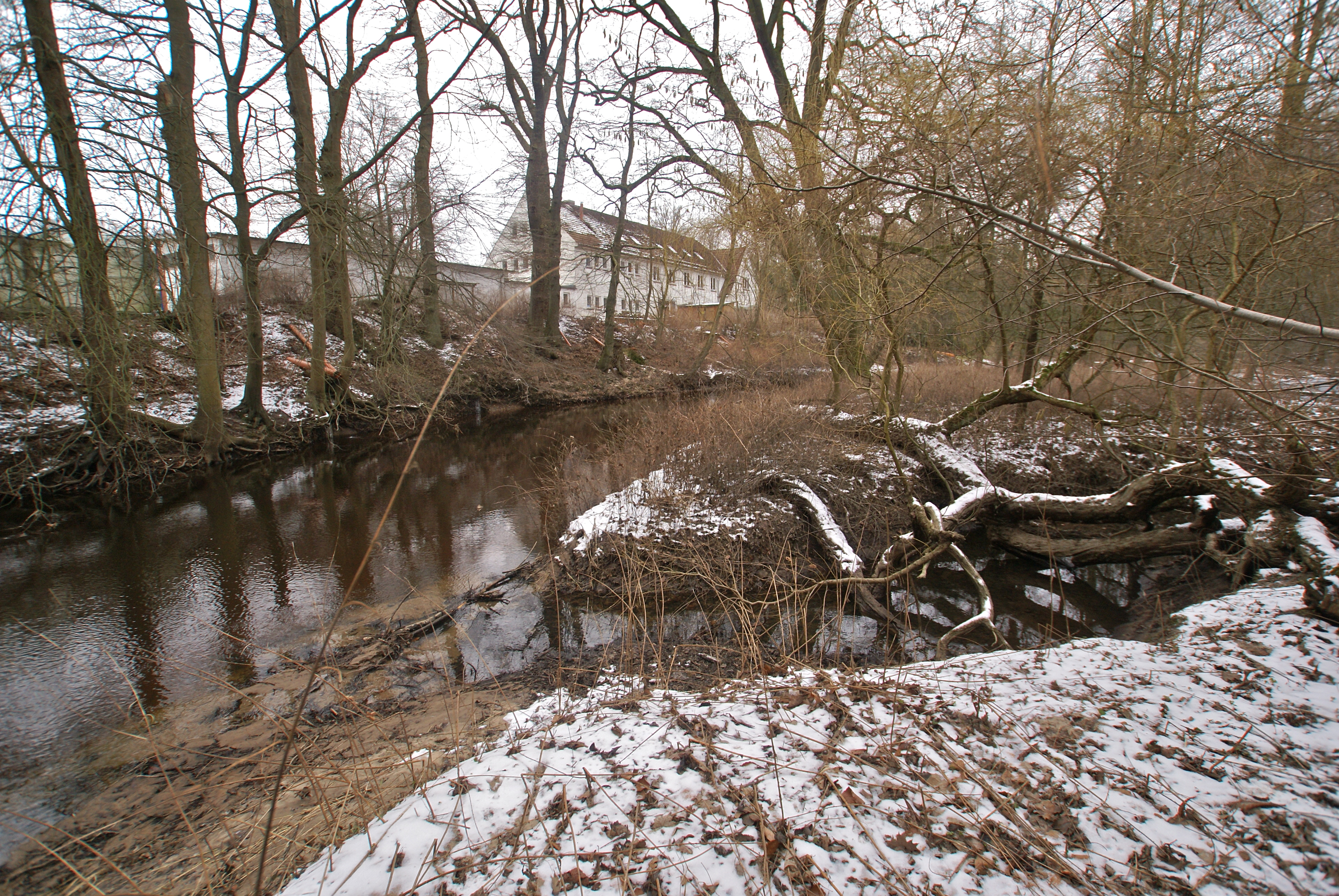
Aiguabarreig de l'Alster i del Rodenbek
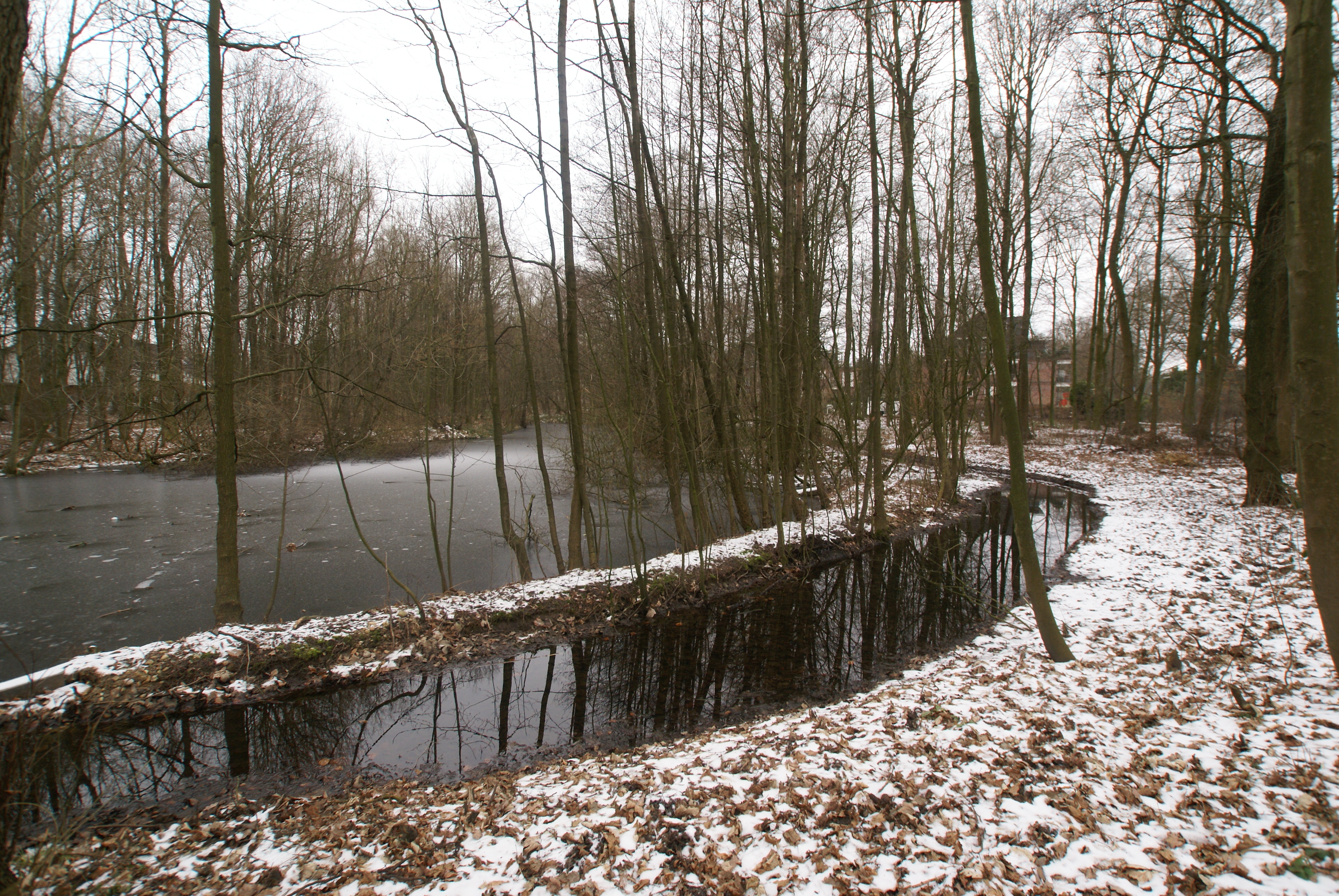
L'estany del Krintendiek al Lohbek